# Evžen I. z Toleda
Evžen (I.) z Toleda († kolem roku 96) byl dle tradice biskupem v Toledu a zemřel mučednickou smrtí. Katolická církev jej uctívá jako světce.

## Život
Narodil se v neznámém roce a byl žákem sv. Dionýsia Areopagity. Kolem roku 69 se stal biskupem v Toledu a byl jím až do své smrti. Uvádí se, že zemřel v okolí Paříže a jeho ostatky byly později přeneseny do Toleda. Jeho liturgická památka bývá slavena 15. listopadu. V Toledu bylo v průběhu staletí více biskupů jména Evžen, jeden z nich - Evžen II. z Toleda je rovněž uctíván jako světec, na rozdíl od svého staršího jmenovce však nezemřel jako mučedník.